# Wrzosy (gmina Popów)
Wrzosy – wieś w Polsce położona w województwie śląskim, w powiecie kłobuckim, w gminie Popów.
W latach 1975–1998 miejscowość administracyjnie należała do województwa częstochowskiego.